# ARA Fournier (M-5)
El ARA Fournier (M-5) fue un rastreador de la Clase Bouchard de la Armada Argentina. Construido en los Astilleros Sánchez y Cía., fue uno de los primeros buques de guerra construidos en Argentina desde 1825, botado el 5 de agosto de 1939 e incorporado a la armada el 3 de octubre de 1940. Destinado a la Escuadrilla de Rastreo y Minado tenía su apostadero en la Base Naval Puerto Belgrano, siendo su primer comandante el teniente de navío Ernesto del Mármol.
Su naufragio en 1949 con la pérdida de sus 77 tripulantes fue un incidente controvertido en su tiempo, debido a que el naufragio se produjo en aguas territoriales chilenas.

## Diseño y descripción
Su nombre se le dio en recuerdo de César Fournier, marino italiano con ascendencia francesa (1793 – 1828) que participó en la Guerra del Brasil a favor de la República Argentina con resonantes éxitos.
Los buscaminas de la clase Bouchard fueron los primeros grandes buques de guerra construidos en Argentina. Pretendían complementar y eventualmente reemplazar a los barcos de la clase Bathurst argentina comprados a Alemania después de la Primera Guerra Mundial.
La clase Bouchard se basó en el diseño de la clase Bathurst , con motores diesel en lugar de máquinas de vapor y armamento principal de mayor calibre . Sin embargo, estos barcos tenían poca estabilidad, lo que finalmente llevó a la pérdida de Fournier en 1949.
Los buscaminas tenían 59.00 m (193 pies 7 pulgadas) de largo en general y 49.99 m (164 pies 0 pulgadas) entre perpendiculares con una viga de 7.30 m (23 pies 11 pulgadas) y un calado de 2.27 m (7 pies 5 pulgadas). La clase Bouchard tuvo un desplazamiento estándar de 450 toneladas largas (457 t) y 520 toneladas largas (528 t) a plena carga. Funcionaban con motores diesel MAN SE de 2 tiempos que giraban en dos ejes con una potencia de 2,000 caballos de fuerza de freno (1,500 kW). Tenían capacidad para 50 toneladas largas (51 t) de fuel oil , una velocidad máxima de 15 nudos (28 km / h; 17 mph) y tenían un alcance de 3.000 millas náuticas(5.600 km; 3.500 mi) a 10 nudos (19 km / h; 12 mph).
Las naves estaban armadas con dos cañones de calibre único de 99 mm (3.9 in) / 47. [n 2] Para la defensa antiaérea, los buscaminas estaban equipados con una montura gemela de 40 mm (1.6 in). También portaban dos ametralladoras de 7,65 mm (0,301 pulgadas) e inicialmente estaban equipadas con dos cargas de profundidad. La clase Bouchard tenía un complemento de 62.

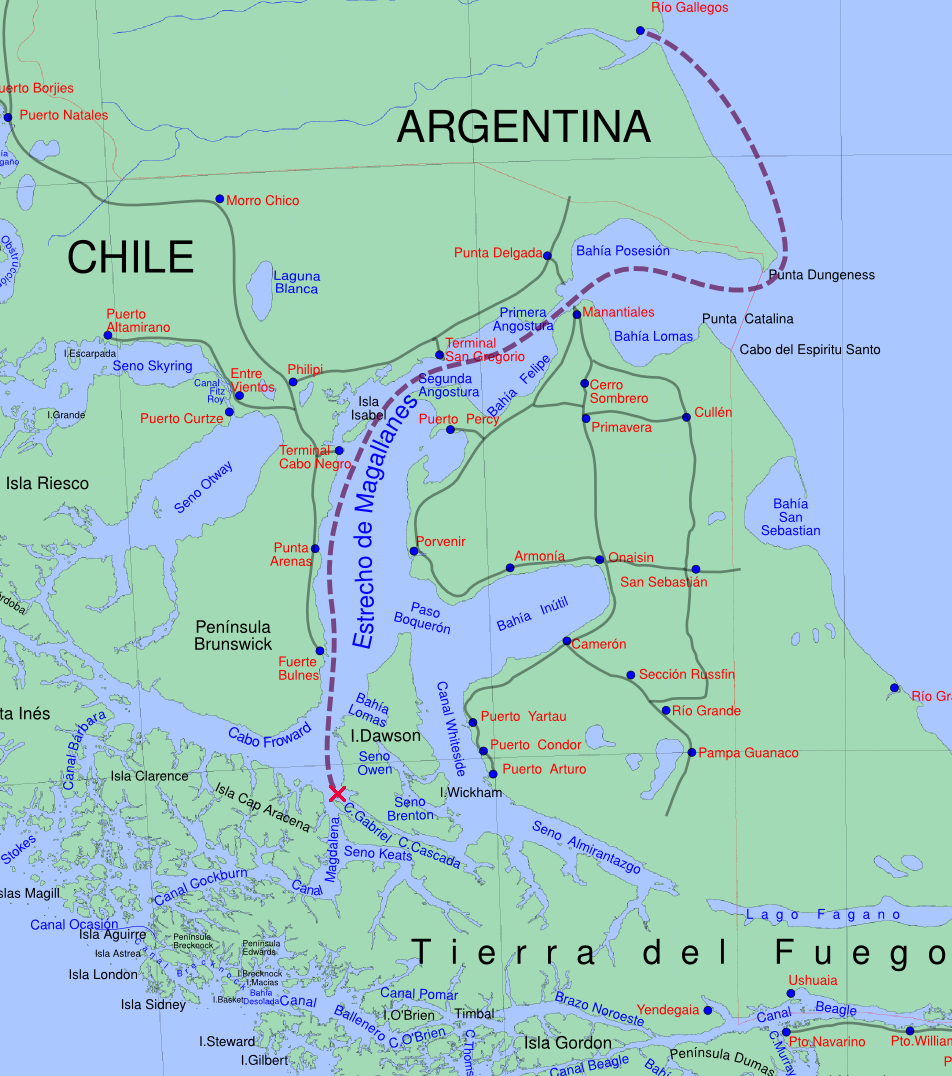
Último viaje del Fournier

## Hundimiento del barco
En la mañana del 21 de septiembre de 1949, el Fournier partió de Río Gallegos con un equipo de 72 hombres bajo el mando del Capitán Carlos Negri, hacia el puerto de destino de Ushuaia, donde debía llegar el 24 de septiembre. Para tales viajes hay dos rutas posibles: 1) la que se encuentra a lo largo de la costa este de Tierra del Fuego es peligrosa debido al viaje en mar abierto; 2) la ruta generalmente menos peligrosa a través de las aguas territoriales chilenas: Estrecho de Magallanes, Canal Magdalena, Canal Breadnock, Canal Ballenero y luego Canal Beagle a Ushuaia. La Armada argentina no había anunciado el viaje del rastreador a través de las aguas chilenas.
En la noche del 21 al 22 de septiembre, el barco pasó los faros Punta Delgada (Primera Angostura) y San Isidro (ambos en el Estrecho de Magallanes). Estos son los últimos hechos confirmados sobre el destino del barco. Para esta noche, se registraron vientos excepcionalmente fuertes en el Estrecho de Magallanes.
Cuando no hubo contacto por radio con el barco desde Ushuaia el 22 de septiembre, la Armada argentina inició una búsqueda, y algún tiempo después la Armada de Chile también participó en la búsqueda.
La lancha patrullera chilena Lautaro con 60 hombres y la barcaza Isaza con 45 hombres participaron en la búsqueda exhaustiva, así como aviones de la Fuerza Aérea de Chile. La Armada argentina participó con el transporte San Julián, el barco Spiro, el remolcador Chiriguano y Sanavirón, el barco de investigación Bahía Blanca y la fragata Trinidad. Esta tarea dramática fue la primera colaboración entre las dos marinas.
El área de búsqueda se extendió desde Primera Angostura hasta Ushuaia, en una región extrema y escasamente habitada, con fiordos, canales ramificados, bahías, corrientes peligrosas, oleaje desde diferentes direcciones y calles estrechas .
Como resultado de la ignorancia de las convenciones chilenas, los barcos de búsqueda argentinos habían pasado por alto las señales de advertencia de un habitante solitario en Caleta Zig-Zag Bay en el Canal Gabriel (en el lado sur de la isla de Dawson). Cuando el equipo de búsqueda le consultó, él informó un hallazgo  de un bote con dos cuerpos en él, que tuvo que enterrar en la playa.
Esto permitió que el área de búsqueda se limitara a veinte millas náuticas. Poco después se encontraron los cuerpos de dos marineros en el Canal Gabriel. Con la ayuda de fotografías aéreas improvisadas, se pudo encontrar un bote con cinco cuerpos de marineros sin vida que murieron de hipotermia. Todos sus relojes marcaban las 5:25 a. m., que fue la hora del momento de la tragedia.
Estos nueve cuerpos en total, dos botes y algunos restos del barco y la carga fueron todo lo que se pudo encontrar del Fournier .
El desastre causó gran consternación y rumores sobre las razones de la tragedia. El gobierno argentino invitó a la patrulla Lautaro a Buenos Aires para asistir al funeral, pero el gobierno chileno canceló la invitación debido al viaje no anunciado por aguas chilenas.
Se presume que una posible causa es el vuelco debido al mar agitado y su mencionada poca estabilidad o el impacto del barco en una roca alta bajo el agua que no se muestra en los mapas. Se dice que el barco se fue a pique tan rápido que solo el personal en cubierta pudo subirse a los botes, el resto de la tripulación se hundió con el Fournier.